# Conocephalus bakeri
Conocephalus bakeri är en insektsart som först beskrevs av Heinrich Hugo Karny 1920.  Conocephalus bakeri ingår i släktet Conocephalus och familjen vårtbitare. Inga underarter finns listade i Catalogue of Life.